# دينيس كوفي
دينيس كوفي (بالإنجليزية: Denis Coffey)‏ هو لاعب قذف أيرلندي، ولد في 1983.